# Ercan Albay
Ercan Albay (* 4. Dezember 1954 in Samsun) ist ein ehemaliger türkischer Fußballspieler und -trainer.

## Spielerkarriere

### Vereine
Albay spielte in seiner aktiven Laufbahn als Mittelfeldspieler für die Erstligisten Samsunspor, Adana Demirspor und Adanaspor. 

### Nationalmannschaft
Für die türkische U-21-Auswahl spielte Albay einmal.

## Trainerkarriere
Albay blieb nach seiner aktiven Karriere der Mittelmeerregion treu. 1991 begann seine Trainerkarriere bei Adana Gençlerbirliği. Es folgten danach Engagements bei Adana Polisgücü, Adana Demirspor, Hatayspor und Adıyamanspor.  Seinen ersten Erfolg feierte Albay in der Saison 1997/98. Als Trainer des Zweitligisten Adanaspor stieg die Mannschaft am Ende der Saison in die Süper Lig auf. Nach dem Aufstieg wechselte Albay erneut zu Adıyamanspor. 
Nach der erfolglosen Spielzeit kehrt Albay zurück nach Adana. In seinem zweiten Jahr gelang ihm mit Adana Demirspor der Aufstieg aus der 3. Liga in die 2. Liga. Insgesamt war er drei Jahre für Adana Demirspor tätig. Danach folgten Şanlıurfaspor und Adıyamanspor, beide Stationen liefen erfolglos.
Vor Beginn der Saison 2008/09 heuerte Ercan Albay beim damaligen Drittligisten Mersin İdman Yurdu an. Bereits in der ersten und einzigen Saison mit Mersin gelang der Aufstieg in die 2. Liga. Nach dem Aufstieg mit Mersin verließ er den Klub. Drei Jahre lang war Albay nicht mehr tätig, bis er zum dritten Mal den Trainerposten bei Adana Demirspor übernahm. Unter seiner Leitung gelang es der Mannschaft in den letzten sechs Spielen fünf Siege zu erreichen und qualifizierte sich somit für die Play-offs. In den Play-offs gewann die Mannschaft zwei von drei Spielen und stieg in die 2. Liga auf. Während der Vorbereitung zur Saison 2012/13 kündigte Albay seinen laufenden Vertrag.
Vor dem 2. Spieltag der Spielzeit 2013/14 übernahm Albay zum zweiten Mal in seiner Karriere den Zweitligisten Adanaspor und löste damit den zurückgetretenen Cheftrainer Ekrem Al ab. Bereits nach dem 7. Spieltag wurde sein Vertrag nach gegenseitigem Einvernehmen aufgelöst.
Vor dem 28. Spieltag der Saison 2013/14 übernahm er zum vierten Mal in seiner Trainerlaufbahn Adana Demirspor als Cheftrainer. Zum Saisonende verließ er diesen Klub wieder.

## Erfolge

### Als Trainer
- Aufstieg mit Adanaspor in die Süper Lig (Saison 1997/98)
- Aufstieg mit Adana Demirspor in die 2. Liga (Saison 2001/02)
- Aufstieg mit Mersin İdman Yurdu in die 2. Liga (Saison 2008/09)
- Aufstieg mit Adana Demirspor in die 2. Liga (Saison 2011/12)